# Euodynerus hellenicus
Euodynerus hellenicus är en stekelart som beskrevs av Blüthgen 1942. Euodynerus hellenicus ingår i släktet kamgetingar, och familjen Eumenidae. Inga underarter finns listade i Catalogue of Life.